# Borderlands: The Pre-Sequel!
Borderlands: The Pre-Sequel! – strzelanka pierwszoosobowa z elementami RPG wyprodukowana przez studio 2K Australia. Została wydana 14 października 2014 przez 2K Games na platformy Windows, OS X, PlayStation 3 i Xbox 360. Jej akcja rozgrywa się głównie na powierzchni fikcyjnego księżyca Elpis. Fabuła umiejscowiona jest pomiędzy wydarzeniami z Borderlands i Borderlands 2. Produkcję Borderlands: The Pre-Sequel! oficjalnie zapowiedziano w kwietniu 2014 roku.
Gra otrzymała zróżnicowane noty od krytyków. Negatywnie wyrażano się na temat małej liczby nowych elementów rozgrywki i krótkiego czasu potrzebnego na przejście gry. Producent stworzył reedycję na konsole PlayStation 4 i Xbox One. Wchodzi ona w skład pakietu Borderlands: The Handsome Collection.

## Rozgrywka
Akcja gry rozpoczyna się od wybrania jednej z czterech dostępnych postaci: Atheny, Wilhelma, Nishy lub Claptrapa. Każda z nich posiada inne zdolności, co przekłada się na unikalny styl walki. Gracz steruje postacią z perspektywy pierwszej osoby poruszając się po powierzchni księżyca Elpis i stacji orbitalnej korporacji Hyperion. Istnieje możliwość szybszego przemieszczania się po dostępnych terenach dzięki użyciu teleportacji i pojazdów. W trakcie rozgrywki gracz może spotkać postacie niezależne. Niektóre z nich zlecają zadania, za wykonanie których przyznawane są nagrody. Podczas awansu na kolejny poziom doświadczenia gracz zdobywa punkty umiejętności, które może wymienić na nowe zdolności lub ulepszać obecne. Jedną z nowych funkcjonalności zawartych w grze jest system „Grinder”. Pozwala on na wymianę kilku podobnych przedmiotów na jeden lepszy. W trybie kooperacji mogą grać maksymalnie cztery osoby jednocześnie.

## Odbiór
Gra spotkała się ze zróżnicowanym przyjęciem krytyków branżowych. Na portalu Metacritic wersja na komputery osobiste zebrała średnią ocen 75/100 punktów. Vince Ingenito z serwisu IGN pochwalił nową mechanikę grawitacji i umiejętności postaci, które określił jako „stuknięte”. Pozytywnie ocenił też postać Jacka i scenariusz gry napisany przez Anthony'ego Burcha. Negatywnie odniósł się do nierównego prowadzenia rozgrywki, gdzie gracz czasami chodzi po pustych terenach. Przychylnie o fabule wypowiedział się też Łukasz Gołąbiowski piszący na łamach strony Gry-Online. Według niego opowiedziana historia jest intrygująca i „stworzona z zaskakującym rozmachem”. Recenzent krytycznie odniósł się do krótkiego czasu potrzebnego do przejścia gry, jak i oprawy graficznej, która jest zbliżona do tej z Borderlands 2.